# Start Me Up
"Start Me Up" er en sang fra det engelske rock ‘n’ roll band The Rolling Stones, og den stammer fra deres 1981 album Tattoo You.

## Indspilning
”Start Me Up” blev først indspillet i München 1975 under deres Black and Blue indspilninger, og senere i 1978 til deres Some Girls indspilninger med arbejdstitlen ”Never Stop” og ”Start It Up”. 
Ron Wood sagde om sangen i bogen Ifølge The Rolling Stones:” Jeg ved ikke, hvorfor ”Start Me Up” ikke kom med på ”Emotional Rescue” eller ”Some Girls”, for det var på den tid vi indspillede den. Det er underligt. Jeg tror, at vi måske gemte den til en single. Jeg tror, det var Mick, der kom med det oprindelige riff, ligesom ”Don’t Stop” fra ”Forty Licks” – det var en typisk Mick-ide, selv om ”Start Me Up” endte med at blive en sammensvejset Mick-og-Keith-sang med bidrag fra dem begge. Det var et af de der ægte samarbejder mellem dem, hvor der med det samme opstod magi fra begge sider .”
Selvom teksten til sangen måske kan opfattes som tvetydig til motorcykel løb, 
| Citat | Spread out the oil, the gasoline; I walk smooth, ride in a mean, mean machine... | Citat |
|       |                                                                                  |       |

| Citat | Kick on the starter give it all you got, you got, you got; I can't compete with the riders in the other heats... | Citat |
|       | |       |

| Citat | My eyes dilate, my lips go green; My hands are greasy; She's a mean, mean machine... | Citat |
|       |                                                                                      |       |

er der dog også seksuelle undertoner i sangteksten:
| Citat | I've been running hot; You got me ticking gonna blow my top; If you start me up, If you start me up I'll never stop. | Citat |
|       | |       |

Sangen blev indspillet kun med The Rolling Stones. Jagger sang, mens Richards og Wood spillede de elektriske guitarer. Charlie Watts og Bill Wyman spillede henholdsvis trommer og bass. Koret bestod af Richards, Jagger og Wood . 

## Udgivelse
Sangen blev nummer 2. i USA, og nummer 7 på UK Singles Chart i august 1981. Den var desuden nummer 1. på Billboard's Mainstream Rock Tracks i 13 uger. B-Siden var et langsomt blues nummer ved navn "No Use In Crying", som var på albummet Tattoo You.

## Efterfølgende
Sangen var en af de tre sange som blev spillet af The Rolling Stones, under Super Bowl XL i 2006. Der blev spekuleret på, om nogle af de stødende tekster i "Rough Justice" og "(I Can't Get No) Satisfaction" var blevet censureret uden sangens tilladelse. Det blev senere afsløret at Mick Jagger havde givet tilladelse til at gøre dette .
Microsoft brugte denne sang til deres Windows 95. Rygtet siger, at de betalte mere end 10 millioner dollars for at bruge sangen, selvom det aldrig er blevet bekræftet hvor meget der egentlig var tale om. Dette var den første gang Rolling Stones gav tilladelse til, at deres sange blev brugt til sådan formål . 
”Start Me Up” er en af The Stones mest populære sange. Den findes på opsamlingsalbummerne: Still Life og Forty Licks. Som live version findes den på Flashpoint og Live Licks

### Fodnote
1. ↑  Ifølge The Rolling Stones, 2003
2. ↑  Start Me Up
3. ↑  "Stones self-censor – Video Dog – Salon.com". Arkiveret fra originalen 6. marts 2008. Hentet 18. november 2007.
4. ↑  "Michael Gartenberg – The Story behind "Start Me Up" and Windows 95". Arkiveret fra originalen 14. december 2007. Hentet 18. november 2007.